# باد روبوت برودكشن
باد روبوت برودكشن (بالإنجليزية: Bad Robot Productions)‏ هي شركة إنتاج أفلام. تأسست في 1998. يقع مقرها في الولايات المتحدة.

## وصلات خارجية
- باد روبوت برودكشن على موقع IMDb (الإنجليزية)

- الموقع الإلكتروني